# Pego Pego
Pego Pego es una localidad peruana ubicada en el distrito de Santa Catalina de Mossa, perteneciente a la provincia de Morropón del departamento de Piura, al norte del Perú. 

## Ubicación
Pego Pego se ubica al noreste de la provincia de Morropón, en el distrito de Santa Catalina de Mossa, en el departamento de Piura.

## Demografía
En 2017 Pego Pego tenía una población de 10 habitantes.
| Gráfica de evolución demográfica de Pego Pego entre 1993 y 2017 |
|                                                                 |
| Fuentes: Población 1993 y 2017                                  |